# Четыре сословия
Четыре сословия (кит. трад. 仕農工商, упр. 士农工商, буквально: «служилые, земледельцы, ремесленники и купцы») — конфуцианское понятие, распространившееся из Китая в Японию и Корею: идеализированная система социальных отношений, заложенная в основу дальневосточного феодального общества.
В Китае, будучи рациональным построением интеллектуалов, понятие четырёх сословий не включало в себя военное сословие, придворных евнухов, а также наиболее презираемую группу «асоциальных элементов» — актёров и проституток-«певичек».
В Японии система «четырёх сословий» подверглась значительным изменениям и понятие правящего класса ши стало подразумевать не гражданскую бюрократию, а самураев — военную элиту.

## Общая концепция
Иерархия из четырех указанных компонентов была представлена Бань Гу как образ «золотого века», якобы бытовавшего во времена Западной Чжоу. Однако значение каждого из компонентов подлежит нюансировке: особо заметное изменение произошло с первым из них:

### Ши (仕)
Первоначально относилось к разряду аристократической элиты, имевшей право пользоваться боевыми колесницами и командовать войском.
Впоследствии (в период Сражающихся царств) колесницы вышли из употребления, а термин стал относиться к всадникам (иногда переводится как «рыцари»), отличавшимся лидерской функцией вследствие обладания знаниями в той или иной области.
После распространения конфуцианства термин претерпел последнюю трансформацию: ши стало подразумевать интеллектуалов, получивших карьерное продвижение благодаря системе государственных экзаменов кэцзюй. Таким образом, сформировался класс местных элит, известный как шэньши.

### Нун (農)
К этому сословию относились как владеющие землёй, так и работающие на земле. Земледелие оставалось основным объектом налогообложения вплоть до индустриальной эпохи. Кроме того, с ослаблением аристократических линий класс землевладельцев оказался наиболее близким к ши.

### Гун (工)
К этому сословию относились ремесленники, а также работники, занимавшиеся свободным трудом либо кустарным производством.

### Шан (商)
Люди, занимавшиеся торговлей и коммерческой деятельностью.

## Япония
Японская интерпретация четырёхсословной системы известна как Си-но-ко-сё (яп. 士農工商 Сино:ко:сё:). Она была установлена сёгунатом в начале XVII века и просуществовала на протяжении всего периода Эдо (1600−1868). В социальной иерархии данной системы «си» было представлено самурайством, «но» — крестьянством, «ко» — ремесленниками, «сё» — торговцами.
Высшее сословие «си» было неоднородно. Оно состояло из сёгуна и его ближайшего окружения, полностью сосредоточивших в своих руках политическую власть, и кугэ — аристократической знати, которая не имела земельных владений, не обладала ни экономической, ни политической властью и полностью зависела от сёгуна. Япония XVII века имела самый высокоорганизованный в Азии феодальный строй, основу которого составляло крестьянство («но»). Крестьяне были заинтересованы в хозяйственной деятельности, что способствовало укреплению их экономического положения и серьёзным достижениям в сельском хозяйстве. Последние ступени сословной лестницы занимало городское население «ко» (ремесленники) и «сё» (торговцы), юридически оно имело меньше прав, чем остальные сословия, но их богатство постепенно способствовало возрастанию влияния купцов и торговцев в обществе.
Кроме населения, принадлежавших к вышеуказанным сословиям, в средневековой Японии также существовали внесословные касты: хинин и эта. Несмотря на наличие сословной системы, для всех практических целей японское общество делилось на самураев и не самураев. Ремесленников и торговцев часто выделяли как «тёнин» (яп. 町人 тё:нин, «горожане»). В Японии сословная система была ликвидирована через год после Реставрации Мэйдзи. К этому моменту население Японии насчитывало 30 090 000 человек, из которых самураи составляли 6,4 %, три других сословия — 90,62 %, внесословные — 1,73 %, и другие (придворная знать, монахи) — 1,25 %.